# Grycksbo
Grycksbo ist ein Ort (tätort) in der schwedischen Provinz Dalarnas län und der historischen Provinz Dalarna. Der Ort liegt etwa 10 Kilometer nordwestlich von Falun am Riksväg 69 und gehört zur Gemeinde Falun.
Grycksbo besitzt einen Bahnhof an der Bahnstrecke Orsa–Falun. Die Strecke wird nur noch im Güterverkehr von Falun aus bis zum Bahnhof Grycksbo betrieben.
Der Ort ist bekannt für seinen Sportverein Grycksbo IF.

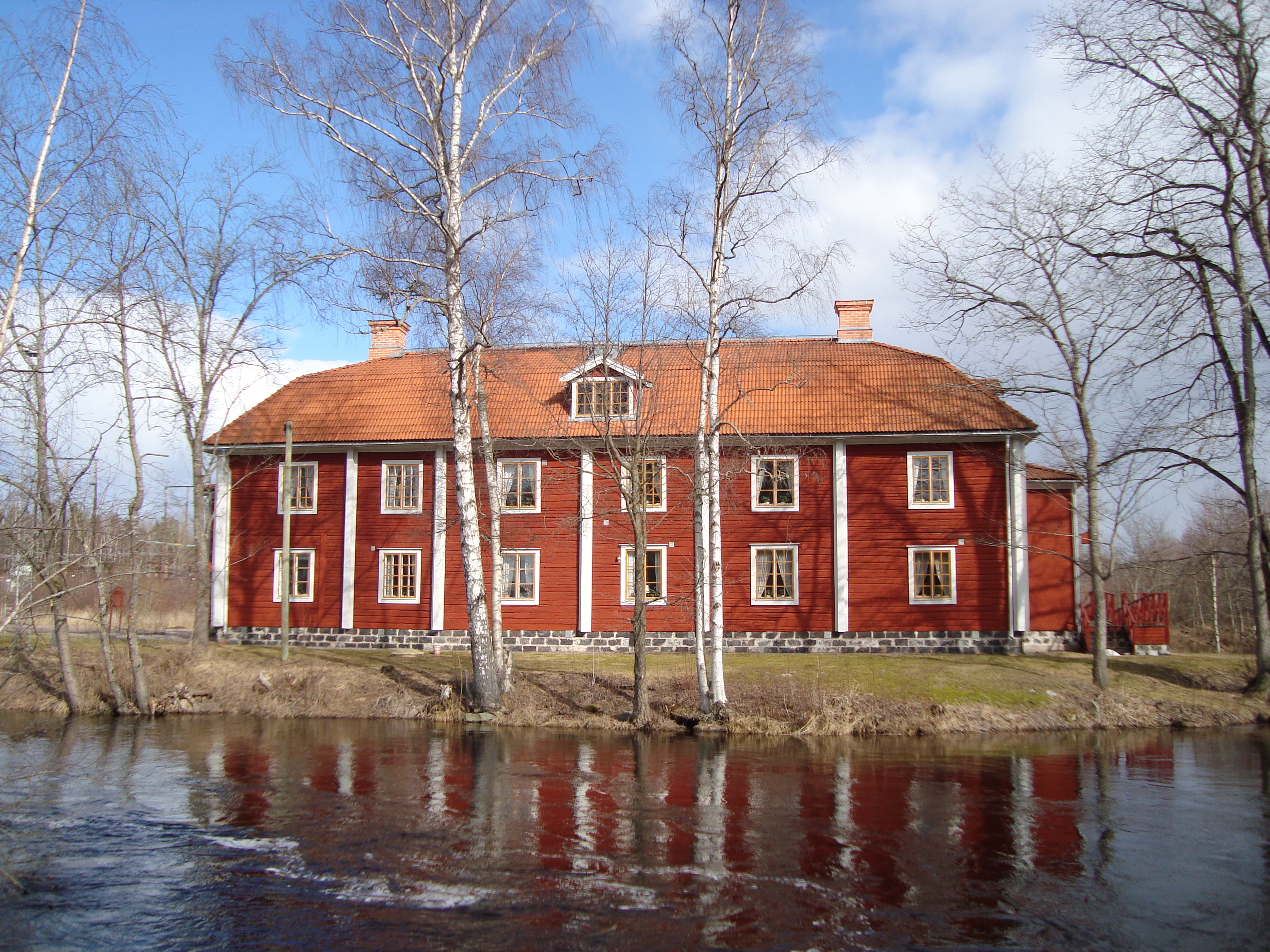
Stora Fabriken
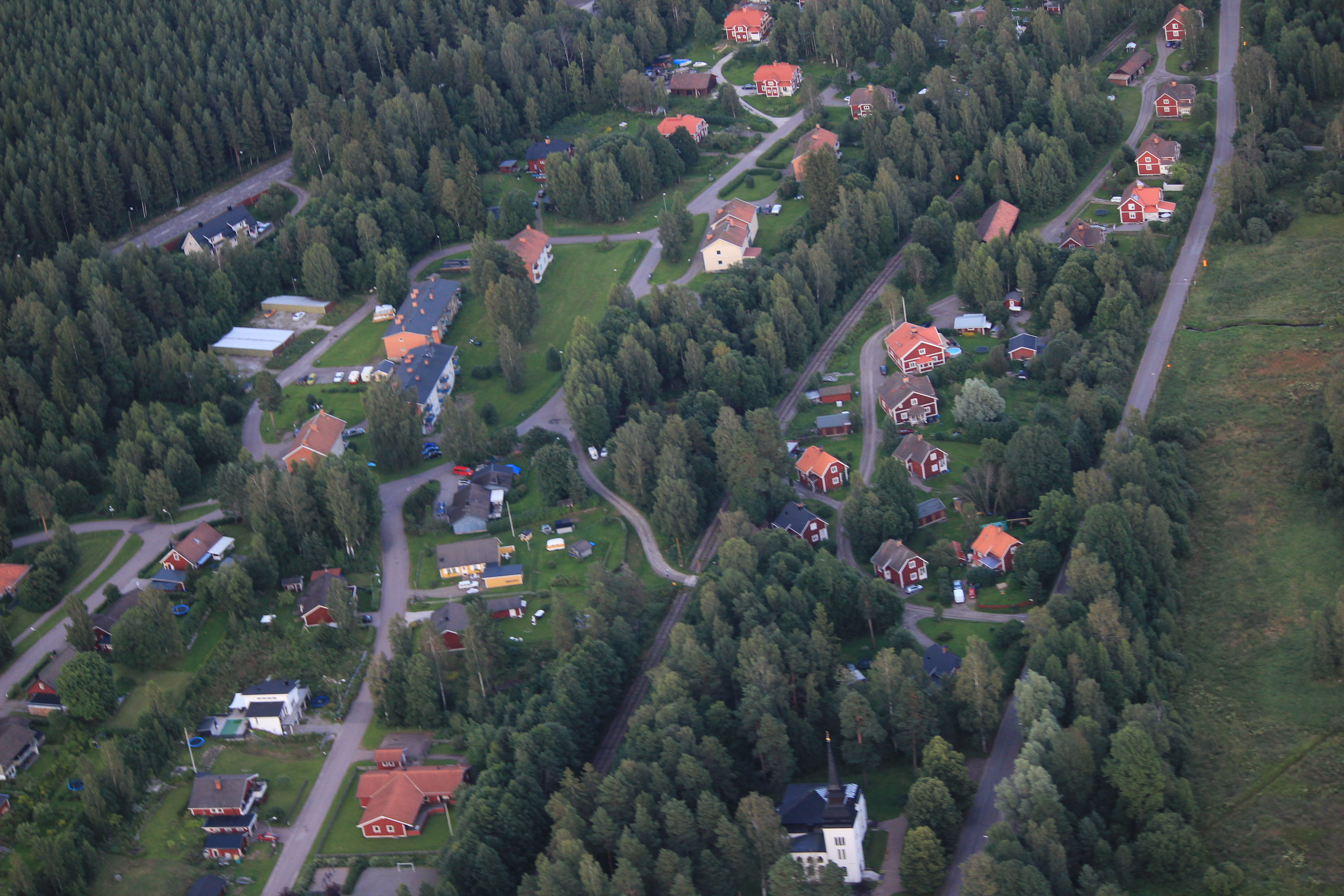
Luftaufnahme
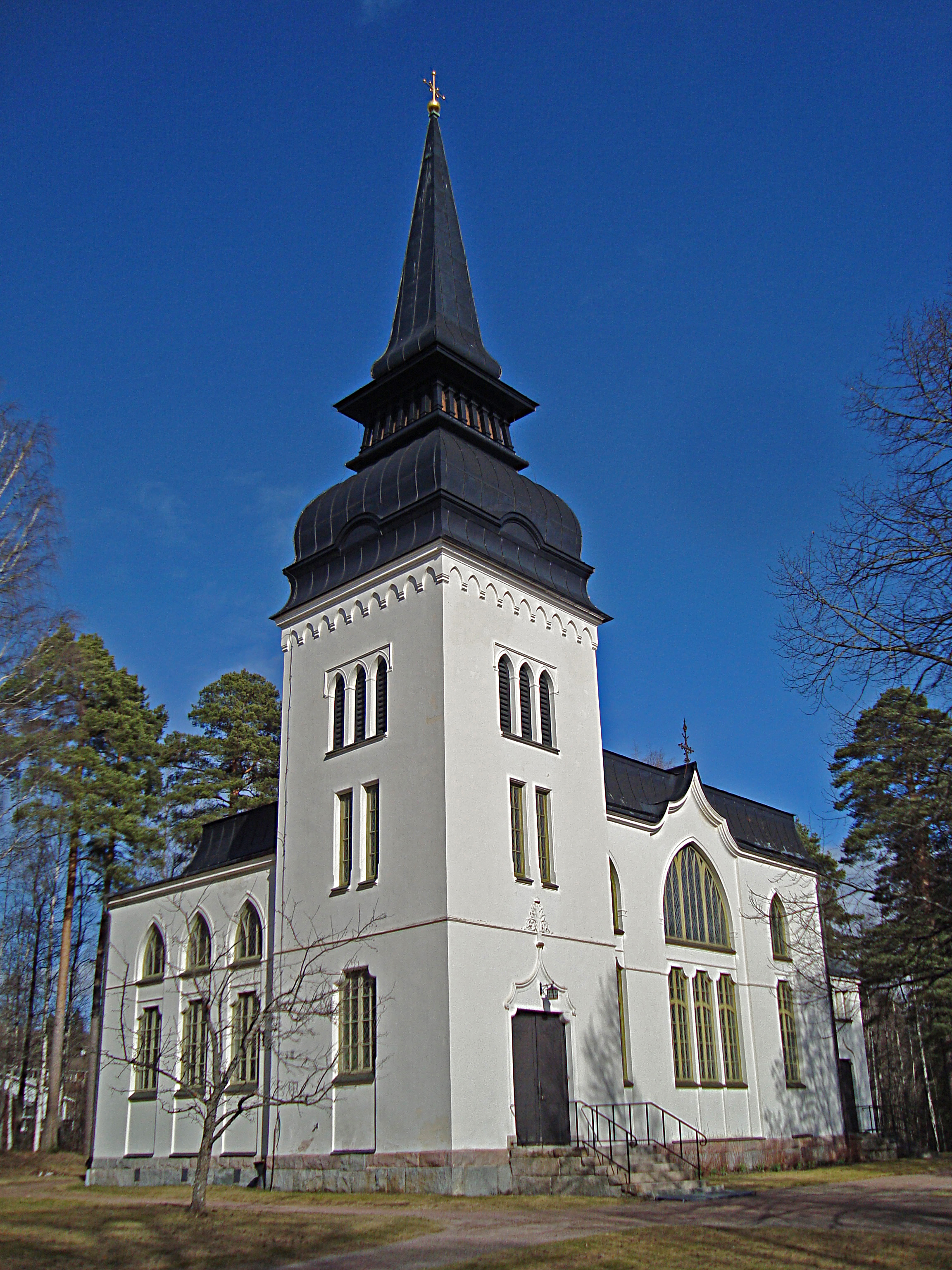
Kirche

## Persönlichkeiten
- Emma Sparre (geborene Munktell) (1851–1913), Malerin und Dichterin
- Åke Bergström, Bandyspieler
- Peter Carlsson, Sänger
- Torbjörn Eriksson, Leichtathlet
- Helena Munktell, Komponistin
- Hans Stenberg, Bandyspieler
- Daniel Tynell, Gewinner des Wasalaufes von 2002, 2006 und 2009.
- Putte Wickman, Jazzklarinettist